# Zygothrica laeviventris
Zygothrica laeviventris är en tvåvingeart som beskrevs av Oswald Duda 1927. Zygothrica laeviventris ingår i släktet Zygothrica och familjen daggflugor. Inga underarter finns listade i Catalogue of Life.